# Montecanal
Montecanal är en del av en befolkad plats i Spanien.   Den ligger i provinsen Provincia de Zaragoza och regionen Aragonien, i den nordöstra delen av landet, 270 km nordost om huvudstaden Madrid. Montecanal ligger 200 meter över havet och antalet invånare är 20 000.
Terrängen runt Montecanal är platt åt nordost, men åt sydväst är den kuperad. Montecanal ligger nere i en dal. Runt Montecanal är det tätbefolkat, med 550 invånare per kvadratkilometer. Närmaste större samhälle är Zaragoza, 5,9 km nordost om Montecanal. Omgivningarna runt Montecanal är i huvudsak ett öppet busklandskap.